# Kunstrijden op de Olympische Winterspelen 2006

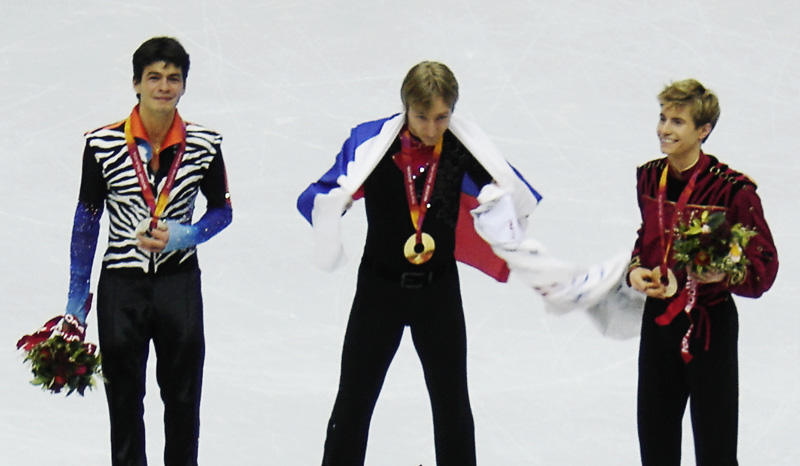
Het podium bij de mannen.

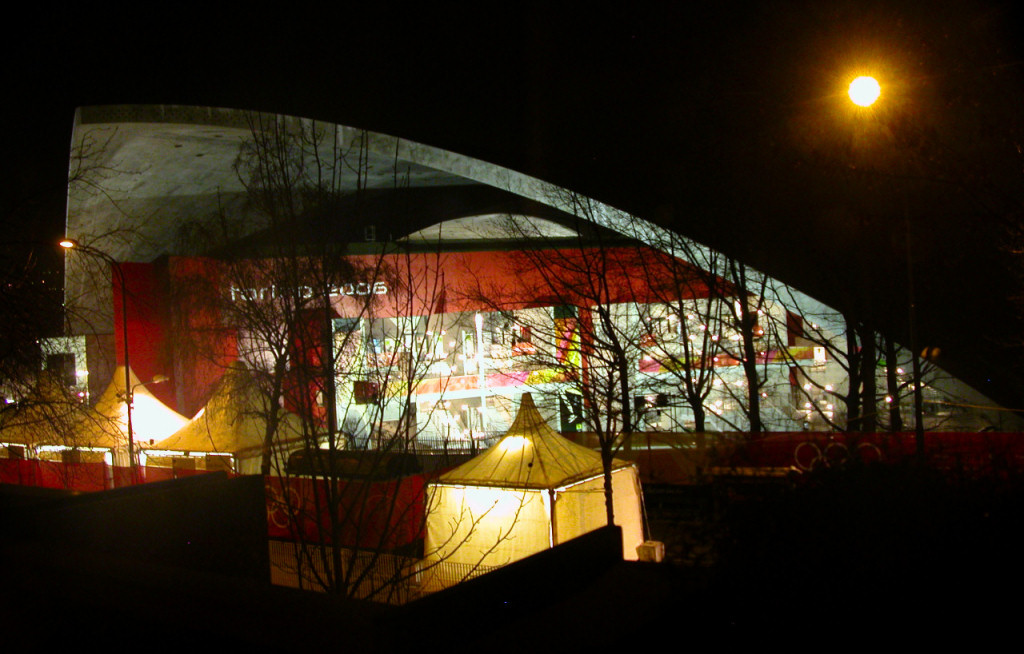
Het Palavela, waar de kunstschaatswedstrijden gehouden werden.

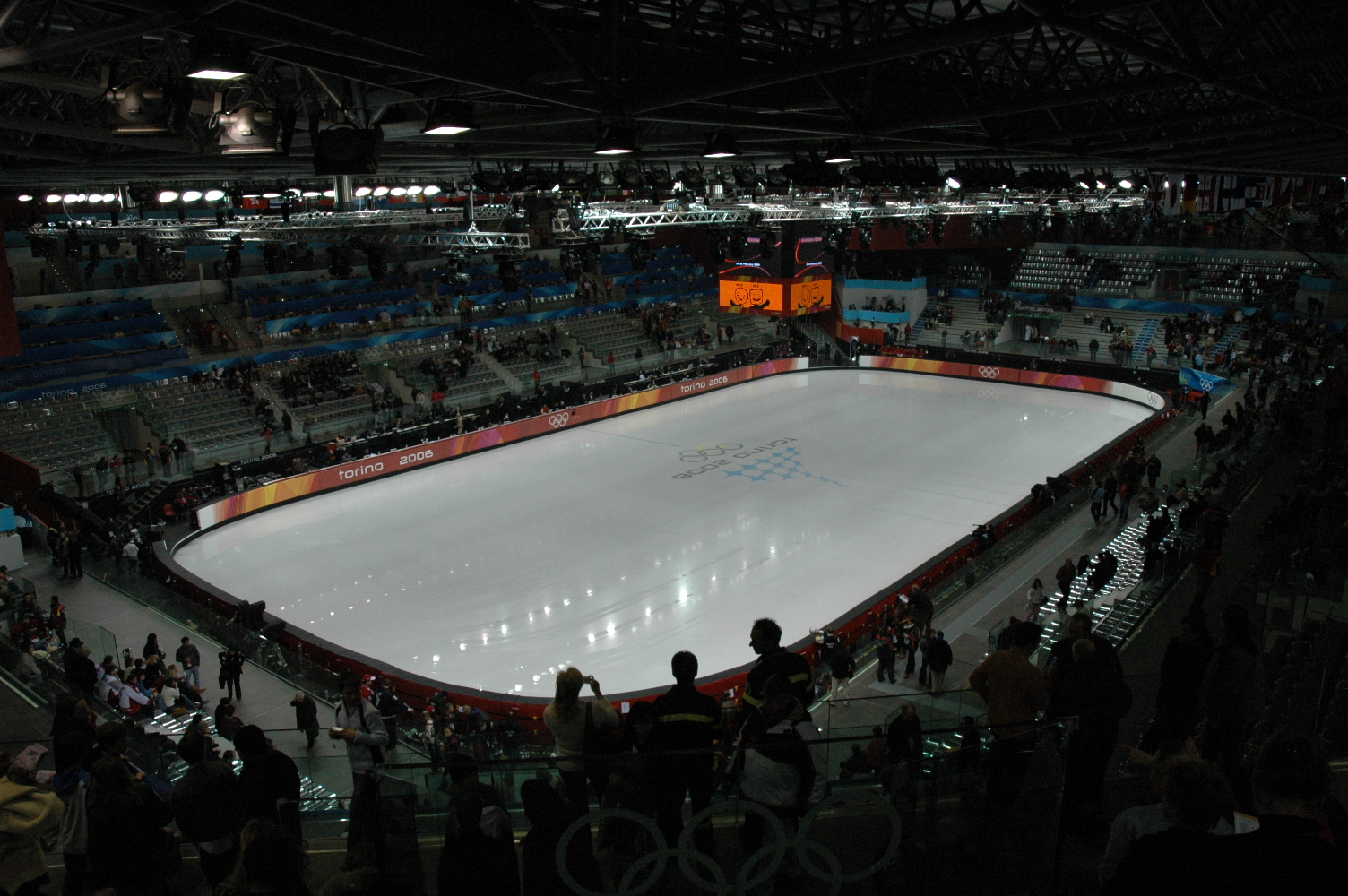
De kunstijsbaan van het Palavela.

Het kunstrijden op de Olympische Winterspelen 2006 in Turijn werd georganiseerd door de Internationale Schaatsunie (ISU) onder auspiciën van het Internationaal Olympisch Comité (IOC). Het was de 22e keer dat het kunstrijden op het olympische programma stond. In 1908 en 1920 stond het op het programma van de Olympische Zomerspelen. De wedstrijden vonden plaats van 11 tot en met 23 februari in het Palavela.
De olympische medailles waren te verdienen in de vier traditionele sportdisciplines; mannen, vrouwen, paren (sinds 1908 op het programma) en het ijsdansen (sinds 1976 op het programma).
Het Litouwse ijsdanspaar Margarita Drobiazko en Povilas Vanagas nam voor de vijfde keer deel aan de Olympische Spelen, een record bij het olympische kunstschaatsen in alle vier de disciplines. De soliste Elena Liasjenko en ijsdanseres Tatjana Navka namen voor de vierde keer deel. Zeventien personen namen voor de derde keer deel en 41 peresonen voor de tweede keer.
Drie personen veroverden hun tweede medaille. Bij de mannen won Jevgeni Pljoesjtsjenko na zijn zilveren medaille in 2002 nu de olympische titel. Irina Sloetskaja won na haar zilveren medaille in 2002 nu de bronzen medaille. Bij de paren werden Shen Xue / Zhao Hongbo net als in 2002 derde.

## Programma
|           | 11 februari | 13 februari | 14 februari | 16 februari | 17 februari    | 19 februari   | 20 februari | 21 februari | 22 februari | 23 februari |
| Paren     | korte kür   | lange kür   |             |             |                |               |             |             |             | Gala        |
| Mannen    |             |             | korte kür   | lange kür   |                |               |             |             |             | Gala        |
| IJsdansen |             |             |             |             | verplichte kür | originele kür | lange kür   |             |             | Gala        |
| Vrouwen   |             |             |             |             |                |               |             | korte kür   | lange kür   | Gala        |

## Medaillewinnaars
| Discipline | Goud                                | Zilver                          | Brons                                |
| ---------- | ----------------------------------- | ------------------------------- | ------------------------------------ |
| Mannen     | Jevgeni Pljoesjtsjenko              | Stéphane Lambiel                | Jeffrey Buttle                       |
| Vrouwen    | Shizuka Arakawa                     | Sasha Cohen                     | Irina Sloetskaja                     |
| Paren      | Tatjana Totmjanina / Maksim Marinin | Zhang Dan / Zhang Hao           | Shen Xue / Zhao Hongbo               |
| IJsdansen  | Tatjana Navka / Roman Kostomarov    | Tanith Belbin / Benjamin Agosto | Olena Hroesjyna / Roeslan Hontsjarov |

## Uitslagen

### Mannen
Vooraf was Evgeni Plushenko al de grote favoriet voor de titel. Tijdens de wedstrijd liet hij er dan ook geen gras over groeien. Al na de korte kür nam hij een voorsprong van meer dan 10 punten op zijn op dat moment naaste belager, de Amerikaan Johnny Weir. Met die prestatie kon de zege hem nauwelijks nog ontgaan. De lange kür van Plushenko was imponerend. Foutloos schaatste hij naar de overwinning en kwam tot een score van 167.67 wat hem een totaal van 258.33 opleverde, een persoonlijk record.
Het verschil met de concurrentie was groot, uiteindelijk meer dan 27 punten met de zilverenmedaillewinnaar. Johnny Weir die na de korte kür nog tweede stond maakte enkele foutjes tijdens zijn lange kür en zakte in het klassement naar de vijfde plaats. De strijd om het zilver en brons ging tussen een andere Amerikaan, Evan Lysacek, de Zwitser Stéphane Lambiel en de Canadees Jeffrey Buttle.
Van de drie had Lambiel de hoogste score bereikt in de korte kür, voor Buttle en Lysacek volgde al op 13 punten. Lysacek zette echter een goede lange kür neer en scoorde daarin 152.58 punten en nam zodoende op dat moment ruim de zilveren medaille in zijn bezit. Vervolgens was het de beurt aan Buttle, die een nog betere score neer wist te zetten. Zijn 154.30 was goed genoeg om Lysacek voorbij te gaan en om Lambiel onder druk te zetten.
Lambiel op zijn beurt zette de minste kür van de drie neer. De Zwitser wist de score te beperken en kwam tot een resultaat van 152.17 punten, wat hem op een eindtotaal bracht van 231.21. Die score leverde hem het zilver op, terwijl het brons was weggelegd voor Jeffrey Buttle.
| rang                   | sporter(s)             | land | korte kür | lange kür | totaal |
| ---------------------- | ---------------------- | ---- | --------- | --------- | ------ |
| Goud                   | Jevgeni Pljoesjtsjenko | RUS  | 90.66     | 167.67    | 258.33 |
| Zilver                 | Stéphane Lambiel       | SUI  | 79.04     | 152.17    | 231.21 |
| Brons                  | Jeffrey Buttle         | CAN  | 73.29     | 154.30    | 227.59 |
| 4                      | Evan Lysacek           | USA  | 67.55     | 152.58    | 220.13 |
| 5                      | Johnny Weir            | USA  | 80.00     | 136.63    | 216.63 |
| 6                      | Brian Joubert          | FRA  | 77.77     | 135.12    | 212.89 |
| 7                      | Matthew Savoie         | USA  | 69.15     | 137.52    | 206.67 |
| 8                      | Daisuke Takahashi      | JPN  | 73.77     | 131.12    | 204.89 |
| 9                      | Kevin Van der Perren   | BEL  | 65.36     | 132.03    | 197.39 |
| 10                     | Zhang Min              | CHN  | 67.39     | 128.88    | 196.27 |
| 11                     | Ilja Klimkin           | RUS  | 61.61     | 130.19    | 191.80 |
| 12                     | Shawn Sawyer           | CAN  | 67.20     | 123.63    | 190.83 |
| 13                     | Emanuel Sandhu         | CAN  | 69.75     | 120.49    | 190.24 |
| 14                     | Gheorghe Chiper        | ROU  | 67.66     | 118.53    | 186.19 |
| 15                     | Sergej Davydov         | BLR  | 64.65     | 119.94    | 184.59 |
| 16                     | Li Chengjiang          | CHN  | 60.23     | 121.98    | 182.21 |
| 17                     | Ivan Dinev             | BUL  | 63.64     | 116.47    | 180.11 |
| 18                     | Tomáš Verner           | CZE  | 59.71     | 120.36    | 180.07 |
| 19                     | Frédéric Dambier       | FRA  | 61.17     | 116.42    | 177.59 |
| 20                     | Anton Kovalevski       | UKR  | 63.41     | 109.43    | 172.84 |
| 21                     | Stefan Lindemann       | GER  | 60.52     | 112.05    | 172.57 |
| 22                     | Viktor Pfeifer         | AUT  | 62.17     | 101.70    | 163.87 |
| 23                     | Kristoffer Berntsson   | SWE  | 59.55     | 102.40    | 161.95 |
| 24                     | Zoltán Tóth            | HUN  | 55.07     | 90.40     | 145.47 |
| vrije kür niet bereikt |                        |      |           |           |        |
| 25                     | Karel Zelenka          | ITA  | 53.46     |           |        |
| 26                     | Trifun Zivanovic       | SCG  | 53.40     |           |        |
| 27                     | Jamal Othman           | SUI  | 52.18     |           |        |
| 28                     | Vachtang Moervanidze   | GEO  | 49.68     |           |        |
| 29                     | Gregor Urbas           | SLO  | 46.48     |           |        |
| 30                     | Han Jong-in            | PRK  | 42.11     |           |        |

### Vrouwen
| rang                   | sporter(s)              | land | korte kür | lange kür | totaal |
| ---------------------- | ----------------------- | ---- | --------- | --------- | ------ |
| Goud                   | Shizuka Arakawa         | JPN  | 66.02     | 125.32    | 191.34 |
| Zilver                 | Sasha Cohen             | USA  | 66.73     | 116.63    | 183.36 |
| Brons                  | Irina Sloetskaja        | RUS  | 66.70     | 114.74    | 181.44 |
| 4                      | Fumie Suguri            | JPN  | 61.75     | 113.48    | 175.23 |
| 5                      | Joannie Rochette        | CAN  | 55.85     | 111.42    | 167.27 |
| 6                      | Kimmie Meissner         | USA  | 59.40     | 106.31    | 165.71 |
| 7                      | Emily Hughes            | USA  | 57.08     | 103.79    | 160.87 |
| 8                      | Sarah Meier             | SUI  | 55.57     | 100.56    | 156.13 |
| 9                      | Carolina Kostner        | ITA  | 53.77     | 99.73     | 153.50 |
| 10                     | Elene Gedevanisjvili    | GEO  | 57.90     | 93.56     | 151.46 |
| 11                     | Liu Yan                 | CHN  | 49.84     | 95.46     | 145.30 |
| 12                     | Mira Leung              | CAN  | 50.61     | 94.55     | 145.16 |
| 13                     | Susanna Pöykiö          | FIN  | 53.74     | 89.48     | 143.22 |
| 14                     | Jelena Sokolova         | RUS  | 46.69     | 95.66     | 142.35 |
| 15                     | Miki Ando               | JPN  | 56.00     | 84.20     | 140.20 |
| 16                     | Kiira Korpi             | FIN  | 44.84     | 92.36     | 137.20 |
| 17                     | Elena Liasjenko         | UKR  | 52.35     | 81.73     | 134.08 |
| 18                     | Júlia Sebestyén         | HUN  | 49.58     | 79.68     | 129.26 |
| 19                     | Idora Hegel             | CRO  | 47.06     | 80.01     | 127.07 |
| 20                     | Halina Fefremenko       | UKR  | 41.25     | 84.12     | 125.37 |
| 21                     | Tugba Karademir         | TUR  | 44.20     | 79.44     | 123.64 |
| 22                     | Silvia Fontana          | ITA  | 42.47     | 77.90     | 120.37 |
| 23                     | Viktória Pavuk          | HUN  | 46.40     | 73.45     | 119.85 |
| 24                     | Fleur Maxwell           | LUX  | 44.53     | 65.04     | 109.57 |
| vrije kür niet bereikt |                         |      |           |           |        |
| 25                     | Joanne Carter           | AUS  | 40.86     |           |        |
| 26                     | Roxana Luca             | ROU  | 39.37     |           |        |
| 27                     | Kim Yong-suk            | PRK  | 39.16     |           |        |
| 28                     | Elena Glebova           | EST  | 38.47     |           |        |
| 29                     | Anastasia Gimazetdinova | UZB  | 38.44     |           |        |

### Paren
Kende het paarrijden in Salt Lake City 2002 een sensationele ontknoping met het dubbele goud na de omkoping van een jurylid, zo kende dezelfde discipline in 2006 opnieuw een merkwaardig en sensationeel slot. Dat het evenement werd gedomineerd door de Russen en de Chinezen stond op voorhand al min of meer vast.
Totmianina/Marinin reden hun laatste toernooi en zetten alles op alles om hun eerste Olympische medaille te veroveren. Nadat ze in de korte kür als eerste stonden op de ranglijst reden ze ook in de lange kür vrijwel foutloos en konden alleen de Chinezen Zhang/Zhang hen nog van het goud afhouden.
Bij de eerste weggeworpen sprong zakte Dan Zhang echter weg door haar knie en leek ze haar wedstrijd niet voort te kunnen zetten. Na een onderbreking van enkele minuten vervolgde ze onder luid applaus van het publiek toch haar kür. Het springen ging niet meer van harte, maar met enkele spectaculaire lifts behaalden ze toch nog een score die goed genoeg was voor het zilver.
| rang   | sporter(s)                             | land | korte kür | lange kür | totaal |
| ------ | -------------------------------------- | ---- | --------- | --------- | ------ |
| Goud   | Tatjana Totmjanina / Maksim Marinin    | RUS  | 68.64     | 135.84    | 204.48 |
| Zilver | Zhang Dan / Zhang Hao                  | CHN  | 64.72     | 125.01    | 189.73 |
| Brons  | Shen Xue / Zhao Hongbo                 | CHN  | 62.32     | 124.59    | 186.91 |
| 4      | Pang Qing / Tong Jian                  | CHN  | 63.19     | 123.48    | 186.67 |
| 5      | Maria Petrova / Aleksej Tichonov       | RUS  | 64.27     | 117.42    | 181.69 |
| 6      | Aliona Savchenko / Robin Szolkowy      | GER  | 60.96     | 119.19    | 180.15 |
| 7      | Rena Inoue / John Baldwin              | USA  | 61.27     | 113.74    | 175.01 |
| 8      | Joelija Obertas / Sergej Slavnov       | RUS  | 60.25     | 106.29    | 166.54 |
| 9      | Dorota Zagórska / Mariusz Siudek       | POL  | 56.10     | 109.85    | 165.95 |
| 10     | Jessica Dubé / Bryce Davison           | CAN  | 55.48     | 104.23    | 159.71 |
| 11     | Valérie Marcoux / Craig Buntin         | CAN  | 55.62     | 102.59    | 158.21 |
| 12     | Tatjana Volosozjar / Stanislav Morozov | UKR  | 50.14     | 98.24     | 148.38 |
| 13     | Marcy Hinzmann / Aaron Parchem         | USA  | 49.58     | 97.47     | 147.05 |
| 14     | Marylin Pla / Yannick Bonheur          | FRA  | 44.24     | 88.60     | 132.84 |
| 15     | Eva-Maria Fitze / Rico Rex             | GER  | 43.83     | 76.37     | 120.23 |
| 16     | Marina Aganina / Artem Knyazev         | UZB  | 44.02     | 75.53     | 119.55 |
| 17     | Diana Rennik / Aleksei Saks            | EST  | 39.72     | 78.41     | 118.13 |
| 18     | Joelia Belohlazova / Andrej Bech       | UKR  | 43.85     | 71.77     | 115.62 |
| 19     | Roemjana Spassova / Stanimir Todorov   | BUL  | 37.27     | 73.98     | 111.25 |
| -      | Phyo Yong-myong / Jong Yong-hyok       | PRK  | 33.36     | t.z.t.    | 33.36  |

### IJsdansen
De verrassing van het IJsdansen van deze spelen was de eerste plaats van Barbara Fusar Poli en Maurizio Margaglio, het Italiaanse paar na de verplichte dans. Zij maakten na vier jaar afwezigheid hun rentree. Het Italiaanse publiek reageerde enthousiast na hun dans en beloonde hen met een omstreden eerste plaats.
Zij vergooiden hun kansen echter tijdens de originele dans. In de laatste vijf seconden van hun dans ging Margaglio onderuit en liet hij Fusar Poli uit zijn handen glippen. De leiding werd overgenomen door de favorieten en wereldkampioenen Tatjana Navka en Roman Kostomarov uit Rusland. Tanith Belbin en Benjamin Agosto uit de Verenigde Staten volgden op de tweede plaats, terwijl Olena Hroesjyna en Roeslan Hontsjarov uit Oekraïne op brons stonden. De originele dans werd gekenmerkt door de vele valpartijen, waardoor grote verschuivingen ontstonden.
Tijdens de vrije dans waren er minder grote verschuivingen, maar klommen enkele combinaties die eerder minder presteerden omhoog op de ranglijst. Dat was echter niet genoeg om invloed te hebben op de medailleverdelingen.
Tatiana Navka en Roman Kostomarov dansten op de muziek van Bizets Carmen en lieten met hun geografie aan de jury zien waar ze toe in staat waren. Deze performance werd met 101,37 punten beloond.
De nieuwe puntentelling maakte het voor vele rijders moeilijker, echter voor de volgers leverde dit een uitdagendere strijd op.
| rang   | sporter(s)                              | land | verplicht | origineel | vrij   | totaal |
| ------ | --------------------------------------- | ---- | --------- | --------- | ------ | ------ |
| Goud   | Tatjana Navka / Roman Kostomarov        | RUS  | 38.20     | 61.07     | 101.37 | 200.64 |
| Zilver | Tanith Belbin / Benjamin Agosto         | USA  | 37.36     | 60.53     | 98.17  | 196.06 |
| Brons  | Olena Hroesjyna / Roeslan Hontsjarov    | UKR  | 37.39     | 59.29     | 99.17  | 195.85 |
| 4      | Isabelle Delobel / Olivier Schoenfelder | FRA  | 36.44     | 58.34     | 99.50  | 194.28 |
| 5      | Albena Denkova / Maksim Staviski        | BUL  | 37.65     | 55.85     | 96.03  | 189.53 |
| 6      | Barbara Fusar Poli / Maurizio Margaglio | ITA  | 38.78     | 51.73     | 92.95  | 183.46 |
| 7      | Margarita Drobiazko / Povilas Vanagas   | LTU  | 35.23     | 52.79     | 95.19  | 183.21 |
| 8      | Galit Chait / Sergei Sakhnovski         | ISR  | 31.07     | 55.65     | 94.44  | 181.16 |
| 9      | Oksana Domnina / Maksim Sjabalin        | RUS  | 33.37     | 52.36     | 88.03  | 173.76 |
| 10     | Sinead Kerr / John Kerr                 | GBR  | 31.58     | 50.28     | 85.57  | 167.43 |
| 11     | Megan Wing / Aaron Lowe                 | CAN  | 31.42     | 49.17     | 85.81  | 166.40 |
| 12     | Jana Chochlova / Sergej Novitski        | RUS  | 30.90     | 47.15     | 86.43  | 164.48 |
| 13     | Federica Faiella / Massimo Scali        | ITA  | 33.20     | 43.25     | 87.92  | 164.37 |
| 14     | Melissa Gregory / Denis Petukhov        | USA  | 30.51     | 47.00     | 81.64  | 159.15 |
| 15     | Nozomi Watanabe / Akiyuki Kido          | JPN  | 27.95     | 46.59     | 78.87  | 153.41 |
| 16     | Jamie Silverstein / Ryan O'Meara        | USA  | 27.53     | 46.00     | 76.87  | 150.40 |
| 17     | Nóra Hoffmann / Attila Elek             | HUN  | 27.53     | 44.04     | 77.90  | 149.47 |
| 18     | Nathalie Pechalat / Fabian Bourzat      | FRA  | 28.59     | 44.07     | 76.65  | 149.31 |
| 19     | Kristin Fraser / Igor Loekanin          | AZE  | 27.27     | 43.83     | 77.14  | 148.24 |
| 20     | Anastasia Grebenkina / Vazgen Azrojan   | ARM  | 24.28     | 43.83     | 69.88  | 137.99 |
| 21     | Aleksandra Kauc / Michał Zych           | POL  | 24.93     | 42.06     | 69.61  | 136.60 |
| 22     | Alexandra Zaretski / Roman Zaretski     | ISR  | 23.51     | 42.21     | 71.08  | 135.80 |
| 23     | Joelia Holovina / Oleg Voiko            | UKR  | 23.88     | 39.92     | 64.69  | 128.49 |
| -      | Marie-France Dubreuil / Patrice Lauzon  | CAN  | 37.44     | 54.36     | t.z.t. | 91.80  |

## Medaillespiegel
| rang | land             | Goud | Zilver | Brons | totaal |
| ---- | ---------------- | ---- | ------ | ----- | ------ |
| 1    | Rusland          | 3    | 0      | 1     | 4      |
| 2    | Japan            | 1    | 0      | 0     | 1      |
| 3    | Verenigde Staten | 0    | 2      | 0     | 2      |
| 4    | China            | 0    | 1      | 1     | 2      |
| 5    | Zwitserland      | 0    | 1      | 0     | 1      |
| 6    | Canada           | 0    | 0      | 1     | 1      |
|      | Oekraïne         | 0    | 0      | 1     | 1      |

Londen 1908 · 
Antwerpen 1920 · 
Chamonix 1924 · 
St. Moritz 1928 · 
Lake Placid 1932 · 
Garmisch-Partenkirchen 1936 · 
St. Moritz 1948 · 
Oslo 1952 · 
Cortina d'Ampezzo 1956 · 
Squaw Valley 1960 · 
Innsbruck 1964 · 
Grenoble 1968 · 
Sapporo 1972 · 
Innsbruck 1976 · 
Lake Placid 1980 · 
Sarajevo 1984 · 
Calgary 1988 · 
Albertville 1992 · 
Lillehammer 1994 · 
Nagano 1998 · 
Salt Lake City 2002 · 
Turijn 2006 · 
Vancouver 2010 · 
Sotsji 2014 · 
Pyeongchang 2018 · 
Peking 2022
Olympische medaillewinnaars
Alpineskiën · Biatlon · Bobsleeën · Curling · Freestyleskiën · Kunstrijden · Langlaufen · Noordse combinatie · Rodelen · Schaatsen · Schansspringen · Shorttrack · Skeleton · Snowboarden · IJshockey